# 尹枢
尹樞（？—？），閬州（今四川閬中）人。
唐德宗貞元七年（791年）辛未科狀元及第，同科的有令狐楚。年逾七十高齡，卒於唐德宗貞元末。其弟尹極元和八年（813年）狀元，時稱“梧桐雙鳳”。